# Luciano Malaman
Luciano Malaman (Frassinelle Polesine, 21 marzo 1962) è un allenatore di calcio ed ex calciatore italiano, di ruolo centrocampista.

## Carriera

### Giocatore
Cresciuto nel Rovigo, con cui esordisce anche in prima squadra nel campionato regionale di Promozione, nel 1980 passa alla SPAL con gioca un anno nel Campionato Primavera. Nella stagione 1981-1982 esordisce a livello professionistico nella SPAL, con cui segna 2 gol in 19 presenze in Serie B. A fine anno passa all'Avellino, società di Serie A, con cui milita nella stagione 1982-1983 esordendo in massima serie a Roma il 1º maggio 1983 nella partita Roma-Avellino (2-0). Ha poi giocato in Serie B nuovamente con la SPAL e con il Palermo (28 presenze nella stagione 1983-1984). Dal 1984 al 1986 gioca in Serie C1 con la maglia della Cavese, mentre dal 1987 al 1989 milita nel Frosinone. In seguito ha militato nel Legnago ed in altre squadre venete nelle serie minori.

### Allenatore
Inizia ad allenare nella stagione 1997-1998, sulla panchina del Terranegra in Terza Categoria; successivamente ha allenato l'Isola Rizza in Prima Categoria, il Cerea ed il Villa Bartolomea. Dopo la retrocessione dalla Prima alla Seconda Categoria sulla panchina del Villa bartolomea per alcuni anni allena in settori giovanili di società dilettantistiche venete, salvo poi tornare sulla panchina di una prima squadra nella stagione 2007-2008, quando con il Vigo ottiene una promozione in Prima Categoria; rimane per altri tre anni consecutivi al Vigo, per poi allenare Porto di Legnago, Bevilacqua e, nella stagione 2013-2014, nuovamente il Cerea.